# 入江町 (下関市)
入江町（いりえちょう）は、山口県下関市にある地名。郵便番号は750-0013。当地域の人口は315人（平成27年国勢調査による。）。本項目では隣接する西入江町についても述べる。

## 地理
下関市の南部に位置する。北西は丸山町、西は西入江町、南は岬之町、東は観音崎町に接する。

## 歴史

### 地名の由来
昔は複雑な海岸線であったことから入江といわれる。曲江ともいわれる。

### 沿革
- 1856年（安政2年）阪田藤右衛門が入江町に寺子屋を開く。1868年（明治元年）には廃止[2]。
- 1874年（明治7年）岬之町の民家の一部を借りて王江私小学が開校[3][4]。当時は岬之町だったが、地域区分の変更により現在の王江小学校は入江町に所在している。
- 1879年（明治12年）入江町が西細江町から分離[2]。
- 1885年（明治18年）入江郵便局開設[2]。
- 1891年（明治24年）10月16日 荷揚げをする場として6畝26歩ほど埋め立てられる[5]。
- 1945年（昭和20年）10月 戦災により市役所を王江小学校に一時移転。翌年12月には復旧[4]。
- 1954年（昭和29年）地域区分の変化。岬之町の一部を編入し、一部は細江町と岬之町に合併された[2]。
- 1966年（昭和41年）関後地村の一部を編入[2]。
- 1973年（昭和48年）一部が西入江町と丸山町4丁目となった[2]。

## 西入江町
西入江町（にしいりえちょう）は入江町の西に隣接する町丁である。周辺の細江町や入江町、丸山町と比較すると面積、人口はともに少ない。郵便番号は750-0015。当地域の人口は60人（平成27年国勢調査による。）。

## 小・中学校の学区
市立小・中学校に通う場合、学区は以下の通りとなる。
| 町丁     | 番・番地 | 小学校             | 中学校             |
| -------- | -------- | ------------------ | ------------------ |
| 入江町   | 全域     | 下関市立王江小学校 | 下関市立名陵中学校 |
| 西入江町 | 全域     | 下関市立王江小学校 | 下関市立名陵中学校 |

## 交通

### バス
- サンデン交通「入江口」バス停下車

### 道路
- 国道9号

## 施設
- 山口県銀行協会(入江町)
- 下関入江郵便局(入江町)
- 下関市立王江小学校(入江町)
- ほっともっと入江店(西入江町)
- 日本歯科薬品本社(西入江町)